# カナダサッカーリーグ
カナダサッカーリーグ（英語：Canadian Soccer League、略称：CSL、フランス語: Ligue canadienne de soccer — LCS）はカナダのセミプロサッカーリーグである。現在はオンタリオ州のチームを中心に、主に若手育成チームが在籍している。1993年から開始された「カナダ・ナショナル・サッカーリーグ」（Canadian National Soccer League、略称：CNSL）の後継リーグである。非FIFA加盟リーグであり、過去はカナダサッカー協会（CSA）に後援されていたこともあったが、現在はカナダサッカー連盟（Soccer Federation of Canada (SFC)）に所属。
2023年現在、所属7チームは全てオンタリオ州にある。シーズンは5月から10月に行われ、シーズンの最後に優勝チームを決めるプレイオフが行われる。

## 歴史
カナダのサッカーリーグは1926年に「ナショナル・サッカーリーグ（National Soccer League）」として発足。当初はトロント、モントリオール、ウィンザー等のチームが加盟していた。
1980年代初頭、カナダのチームの多くがアメリカ合衆国を中心とする「北米サッカーリーグ（NASL、現在の同名のリーグと別団体）」に参加していたが、1984年に解体されたのを受け、カナダのチームを集め1987年に「カナダ・サッカーリーグ」（Canadian Soccer League、現在のリーグと同名だが別団体）が設立された。このNASLは1991年の頃から財政問題に陥り1992年のシーズンを持って終了した。この時にモントリオール、トロント、バンクーバーの各チームはアメリカプロサッカーリーグ（American Professional Soccer League、略称：APSL）に移籍した。
1992年のリーグで「カナダ・サッカーリーグ」が終了したのを受け、1993年から「ナショナル・サッカーリーグ」は「カナダ・ナショナル・サッカーリーグ」（Canadian National Soccer League、略称：CNSL）に改称。1993年にはウィニペグ・フューリーが加わった。その後、1998年にオンタリオ・サッカー協会（Ontario Soccer Association、略称：OCA）との協議を受け、
CNSLの4チーム（セントキャサリンズ・ウルブズ、ノースヨーク・アストロズ、ロンドン・シティー、トロント・クロエイシア）と、追加の4チーム（ミシサガ、ヨーク地域、グレン、トロント・オリンピアンズ）を合わせて、「カナダ・プロサッカーリーグ」（Canadian Professional Soccer League、略称：CPSL）が発足した。
2006年にCPSLが「カナダ・サッカーリーグ」（Canadian Soccer League、略称：CSL、1987年創設のCSLとは別団体）と改称され、オンタリオ・サッカー協会及びケベック・サッカー連盟（Fédération de soccer du Québec、略称：FSQまたはQSF）との関係を強化。2007年にUSLのモントリオール・インパクトのジュニアチームトロワリビエール・アタックが加入、2008年にはMLSのトロントFC傘下のユースチームのTFCアカデミーが加入。2009年にCSLは、カナダサッカー協会から正式にカナダの全国リーグとして条件付きの承認を得たと発表。
ところが、2009年9月に行われたトロワリビエール・アタック対トロント・クロエイシアの試合が、八百長試合だったとCBCが報道。トロント・クロエイシアの選手数名が賄賂を受け取っていたことを証明する文書が明るみに出た。当時欧州で大きな問題となったプロサッカー選手6人が関与したとされる八百長試合スキャンダルだった。
2013年1月にカナダサッカー協会はCSLリーグへの後援を中止すると発表。2013年3月に、カナダサッカー協会は八百長事件が原因ではなく、別の報告書に基づき、正式にリーグとしての承認を取り下げると発表。CSL側はこの際に協会側が十分な連絡を怠り、また言明の機会もなく一方的な通告だったとし承認取り下げは無効とし提訴した。調停委員会はCSL側の意見を認め、協会の後援下で2013年シーズンを運営することとなった。但しこの騒動を受けて、トロントFCとモントリオール・インパクトは傘下のチームをCSLから撤退させた。
現在のCSLには7チームが参加している。すべてオンタリオ南部のチームである。

## 2023シーズン参加チーム
| クラブ                           | 設立 | リーグ参加 | 本拠地       | スタジアム | 昨シーズン成績 | 過去優勝回数 | 直近優勝シーズン |
| -------------------------------- | ---- | ---------- | ------------ | ---------- | -------------- | ------------ | ---------------- |
| ウーティ・ブラックパールFC       | 2023 | 2023       | ブランプトン |            |                |              |                  |
| ハミルトン・シティーSC           | 2016 | 2016       | ハミルトン   |            |                |              |                  |
| スカボローSC                     | 2014 | 2015       | トロント     |            | 3              | 2            | 2021             |
| セルビアン・ホワイト・イーグルス | 1968 | 1970       | トロント     |            | 1              | 2            | 2016             |
| トロント・ファルコンズ           | 2022 | 2022       | トロント     |            | 5              |              |                  |
| ウェストン・ユナイテッドFC       | 2023 | 2023       | トロント     |            |                |              |                  |
| ダイナモFCトロント               |      |            | トロント     |            |                |              |                  |

## 参考記述
（全て英語版）
- en:Canadian Soccer League
- en:Canadian Soccer League (1987–1992)
- en:Canadian National Soccer League